# Stanisław Szwankowski
Stanisław Szwankowski (ur. 6 marca 1912 w Warszawie, zm. 17 grudnia 1985 w Gdańsku) – polski inżynier dróg i mostów, współprojektant Portu Północnego.

## Życiorys
Syn Stanisława i Eugenii z domu Affanasowicz, brat Eugeniusza. W 1929 roku ukończył Państwowe Gimnazjum im. Stefana Batorego w Warszawie. W 1934 ukończył studia na Wydziale Inżynierii Lądowej Politechniki Warszawskiej.
W latach 1934–1935 odbył służbę wojskową w Centrum Wyszkolenia Saperów (plutonowy podchorąży), w latach 1936–1939 pracował w dyrekcji PKP w Lublinie jako konstruktor i projektant budownictwa m.in. dróg, mostów kolejowych.
Od 31 sierpnia do 8 września 1939 służył w kompanii 1. Batalionu Mostów Kolejowych (awansowany na podporucznika). W latach 1940–1944 pracował jako kreślarz techniczny w Lublinie (1940–1941) i jako technik w Hrubieszowie (1941–1944); w latach 1942–1944 służył w Armii Krajowej w Hrubieszowie, ps. „Żaba”. W październiku 1944 wrócił do Lublina, następnie został zatrudniony w wydziale dróg Ministerstwa Obrony Narodowej w Warszawie, został awansowany na porucznika i zmobilizowany do Wojska Polskiego w wydziale inżynierii jako projektant mostów oraz kierownik odbudowy mostów w Przemyślu na Sanie i w Modlinie na Narwi.
Po wojnie pracował w Biurze Odbudowy Portów, Gdańskim Urzędzie Morskim, w zarządzie Portu Gdańsk-Gdynia jako szef działu inżynieryjno-budowlanego i naczelny inżynier do spraw inwestycji. W latach 1948–1953 wykładał na Politechnice Gdańskiej w Katedrze Budowy Kolei na Wydziale Inżynierii Lądowej i Wodnej. W latach 1954−1977 pracował w Biurze Projektów Budownictwa Morskiego w Gdańsku. W 1959 otrzymał I miejsce w konkursie na rozbudowę portu w Szczecinie, w latach 1972−1978 pracował jako jeden z projektantów Portu Północnego. Był ekspertem Polskiej Izby Handlu Zagranicznego. Uczestniczył w wielu międzynarodowych wymianach specjalistów budowy dróg i mostów, m.in. w Egipcie, Indonezji.
Autor m.in. monografii Budowa i wyposażenie magazynów portowych (1954), a także artykułów w czasopismach morskich, np. w „Technice i Gospodarce Morskiej”.
Został pochowany na cmentarzu Srebrzysko w Gdańsku.

## Ordery i odznaczenia
- Srebrny Krzyż Zasługi (1939, 1945)[1]
- Złoty Krzyż Zasługi (1955)[1]